# Блэксток, Декстер
Де́кстер Э́нтони Та́йтус Блэ́ксток (англ. Dexter Anthony Titus Blackstock; 20 мая 1986, Оксфорд, Англия) — английский и антигуанский футболист, нападающий. Выступал за сборную Антигуа и Барбуды.

## Биография

### Клубная карьера
Родился в 1986 году в английском городе Оксфорд и является воспитанником местного клуба «Оксфорд Юнайтед». В 2003 году подписал контракт с клубом «Саутгемптон». В его составе дебютировал в Премьер-лиге 16 октября 2004 года, отыграв весь матч против «Эвертона». Всего в первой части сезона 2004/05 Блэксток сыграл в 9 матчах Премьер-лиги и отметился голом в ворота «Портсмута». Зимой он был отдан в аренду в клуб Чемпионшипа «Плимут Аргайл», но затем вернулся в «Саутгемптон», который по итогам предыдущего сезона также вылетел в Чемпионшип, и провёл за клуб ещё 19 матчей (забил 3 гола). Также осенью 2005 года выступал в короткосрочной аренде за «Дерби Каунти». 
Дальнейшая карьера футболиста полностью была связана с Чемпионшипом. В 2006 году он подписал контракт с клубом «Куинз Парк Рейнджерс», где выступал до 2009 и был основным игроком команды, а затем перешёл в «Ноттингем Форест», за который выступал около 7 лет. Последний сезон на профессиональном уровне (2016/17) провёл в клубе «Ротерем Юнайтед», за который сыграл 16 матчей и забил 1 гол, а всего за карьеру провёл более 300 матчей в Чемпионшипе.

### Карьера в сборной
В начале карьеры Блэксток был членом юношеской и молодёжной сборных Англии и в составе сборной до 19 лет принимал участие в чемпионате Европы 2005 года, на котором занял второе место.
Поскольку его дед был родом с Антигуа и Барбуды, он имел право представлять эту страну на международном уровне. Дебютировал за сборную Антигуа и Барбуды 29 февраля 2012 года в товарищеском матче со сборной Тринидада и Тобаго, в котором отыграл 58 минут. В течение года он также сыграл в трёх матчах отборочного турнира Чемпионата мира 2014 и забил гол в ворота сборной США. В следующий раз приехал в расположение сборной только в июне 2016 года и принял участие в двух матчах второго раунда Карибского кубка 2017.

## Личная жизнь
В 2009 году Блэксток открыл футбольную школу для детей от 6 до 14 лет.